# Ľudovít Winter
Ľudovít Winter, někdy uváděn jako Lajos Winter (1. listopadu 1870 Šahy – 15. září 1968 Piešťany), byl slovenský podnikatel židovsko-maďarského původu. Nájemce, budovatel piešťanských lázní a tvůrce jejich světového jména. Výrazně se zasloužil o přeměnu obce Piešťany na město.

## Život
Narodil se ve městě Šahy v tehdejším Rakousko-Uhersku jako třetí dítě rodičům Alexandru Winterovi a Henrietě, rozené Kácserové. Studoval na Technické vysoké škole ve Vídni. Jeho otec Alexander si v roce 1889 pronajal lázně Piešťany od hraběte Františka Erdődyho a v roce 1890 ho povolal na pomoc při řízení piešťanských lázní. Od té doby se Ludvík Winter aktivně podílel na vedení piešťanských lázní a už ve věku 20 let přebral velkou zodpovědnost. V roce 1902 si vzal za ženu vdovu po bratrovi Františku Leonu Winterovou se dvěma dětmi. S manželkou měl ještě 3 další děti.
Původně židovská rodina Winterových v roce 1907 konvertovala na katolickou víru.
Po smrti otce v roce 1909 zcela převzal vedení piešťanských lázní. Během jeho působení v této funkci byly v Piešťanech vybudovány významně stavby, mezi nimiž nejznámější jsou Dělnická nemocnice, Kursalon, Františkovy lázně, Pro Patria, jakož i klenot města Piešťany – Thermia Palace s lázněmi Irma, které jsou dodnes světoznámé. Winter byl v letech 1919 – 1935 předsedou Svazu slovenských lázní. Spolu s hlavním notářem Antonem Kajlichem, děkanem Alexandrem Šindelárem, pozdějším starostou a dalšími spolupracovníky se zasloužil o zvelebení Piešťan – úpravu a vyasfaltování ulic, chodníků a náměstí, vybudování vodovodu a kanalizace, regulaci Váhu a další.
Po vzniku Slovenského státu Winterovi čelili perzekucím. Ty vyvrcholily v roce 1944, kdy skrývajícího se Ludvíka Wintera našli a byl deportován do sběrného tábora v Seredi a odtud do Terezína. V době osvobození mu bylo pětasedmdesát let.
Po znárodnění lázní komunistickým režimem v roce 1948 žil v ústraní a chudobě. Měl dokonce zakázán vstup na Kúpeľný ostrov, kde je převážná část piešťanských lázní. Zemřel v Piešťanech ve věku 98 let. Pohřben je na hřbitově na Bratislavské cestě v Piešťanech.
Svůj život a dílo popsal ve vzpomínkách, které byly vydány v roce 2001 jako kniha pod názvem „Vzpomínky na Piešťany“. Na základě této knihy natočil režisér Dušan Trančík úspěšný film pod názvem Optimista.

## Posmrtné uznání
- V roce 1991 byla po něm pojmenována hlavní ulice v centru Piešťan.
- Na domě „Zelený strom“ ve Winterově ulici v Piešťanech byla umístěn pamětní deska.
- Na základě knihy „Vzpomínky na Piešťany“ natočil v roce 2006 režisér Dušan Trančík úspěšný film pod názvem Optimista.
- Dne 11. května 2019 byla v Piešťanech odhalena jeho socha na Kolonádním mostě.